# The International (film)
The International är en amerikansk-tysk-brittisk långfilm från 2009 i regi av Tom Tykwer, med Clive Owen, Naomi Watts, Armin Mueller-Stahl och Ulrich Thomsen i rollerna.

## Handling
Louis Salinger (Clive Owen) vid Interpol och Eleanor Whitman (Naomi Watts), åklagare i New York, undersöker en internationell bank som finansierar terrorism, pengatvätt och vapenhandel.

## Rollista
| Clive Owen          | – Louis Salinger            |
| Naomi Watts         | – Eleanor Whitman           |
| Armin Mueller-Stahl | – Wilhelm Wexler            |
| Ulrich Thomsen      | – Jonas Skarssen            |
| Brían F. O'Byrne    | – The Consultant            |
| Michel Voletti      | – Viktor Haas               |
| Patrick Baladi      | – Martin White              |
| Jay Villiers        | – Francis Ehames            |
| Fabrice Scott       | – Nicolai Yeshinski         |
| Haluk Bilginer      | – Ahmet Sunay               |
| Luca Barbareschi    | – Umberto Calvini           |
| Alessandro Fabrizi  | – Inspector Alberto Cerutti |
| Felix Solis         | – Detective Iggy Ornelas    |
| Jack McGee          | – Detective Bernie Ward     |
| Nilaja Sun          | – Detective Gloria Hubbard  |